# Licorería Mariano Madrueño
Mariano Madrueño es una licorería fundada en 1895, la más antigua de Madrid y la única centenaria. Comenzó como destilería, trabajando con marcas propias, y después pasó a comercializar también otros licores y vinos españoles, como Apnea.
Ha sido regentada por tres generaciones y está entrando en el negocio la cuarta. Cuenta con dos tiendas-museo donde, además de comprar licores y vinos, se puede visitar el antiguo laboratorio y asistir a las actividades que realizan en la vinoteca: catas, clases, presentaciones, etc.